# 長与町立高田小学校
長与町立高田小学校（ながよちょうりつ こうだしょうがっこう, Nagayo Town Koda Elementary School）は長崎県西彼杵郡長与町高田郷にある公立の小学校。
2026年（令和8年）4月に長与町立高田中学校との統合により、「長与町立高田義務教育学校（仮称）」となる予定である。なお、小中学校それぞれの校舎を継続して使用する「施設分離型」となる。

## 概要
歴史
1915年（大正4年）に開校した「長与尋常高等小学校（現・長与町立長与小学校）高田分教場」を前身とする。2010年（平成22年）に創立95周年を迎えた。
校訓
「夢、元気、心」
校章
翼を背景にして、中央に「高田」の文字（縦書き）を配している。
校歌
作詞は関口政治、作曲は宗久弥による。3番まであり、各番に校名の「高田小学校」が登場する。
校区
住所表記で長与町の後に高田郷が続く地区で、長与町立長与小学校校区と長与町立長与南小学校校区（北陽台、日当野、東高田、下高田、南陽台、サニータウン、川平有料道路長与橋から東側の西高田、フォーレツインキャッスル）以外の場所。
中学校区は長与町立高田中学校。

## 沿革
- 1915年（大正4年）2月 - 「長与尋常高等小学校高田分教場」が設置される。尋常科1・2年の複式学級（1学級）を設置。
  - 当初は現・川平有料道路長与ランプ入口の九州電力変電所の隣地にあった。
- 1936年（昭和11年）4月1日 - 高田分教場が高田分校となる。
- 1941年（昭和16年）4月1日 - 国民学校令により、「長与村長与国民学校高田分校」に改称。
- 1947年（昭和22年）4月1日 - 学制改革（六・三制の実施）により、「長与村立長与小学校高田分校」となる。
- 1955年（昭和30年）4月20日 - 運動場を拡張。
- 1956年（昭和31年） - 校舎1棟を増築し、それまで1・2年複式を単式とする。
- 1959年（昭和34年）- 隣接地で九州電力変電所建設のための敷地拡張工事が行われる。
- 1967年（昭和42年）- 新校舎（第一期）が完成。この年の秋に移転。
- 1968年（昭和43年）4月1日 - 長与村立長与小学校より分離し、「長与村立高田小学校」として独立。児童数は219名（6学級）。校旗を制定。ロータリーを建設。
- 1969年（昭和44年）
  - 1月1日 - 町制施行に伴い、「長与町立高田小学校」（現校名）となる。
  - この年 - 給食室が完成。完全給食を開始。
- 1970年（昭和45年）- 校歌を制定。校門を設置。
- 1971年（昭和46年）- 国旗掲揚台を設置。岩石園が完成。
- 1974年（昭和49年）- プレハブ2教室を設置。体育館が完成。
- 1975年（昭和50年）- 学校給食特別視察校に指定される。これに伴い、指定記念庭園を造成。
- 1978年（昭和53年）- 図書室とプールが完成。
- 1980年（昭和55年）- 米飯給食を開始。
- 1982年（昭和57年）7月23日 - 長崎大水害で校地北側でがけ崩れが発生。
- 1983年（昭和58年）4月 - 在籍生徒数が最大の884名（24学級）を記録する。
- 1985年（昭和60年）- 運動場を拡張。
- 1988年（昭和63年）4月1日 - 長与町立長与南小学校の新設・分離に伴い、西高田地区と東高田地区の児童を移す。
- 1989年（平成元年）- 保健室を移転。
- 1990年（平成2年）- 新・国旗掲揚台を設置。
- 1991年（平成3年）- 校舎大規模工事を実施。台風により体育館等に被害を受ける。
- 1992年（平成4年）- 花いっぱい運動職員玄関前に花壇（ロータリー）を、全教室前にフラワーポットを設置。
- 2026年（令和8年）4月1日 - 長与町立高田中学校との統合により、「長与町立高田義務教育学校（仮称）」となる予定[1]。

## アクセス
最寄りの鉄道駅
- JR九州 長崎本線（旧線）「道ノ尾駅」

最寄りのバス停
- 長崎バス 「百合野」バス停

最寄りの国道・県道
- 長崎県道33号長崎多良見線

## 周辺
- 長与町立高田中学校
- 長崎振興局西彼保健所
- 長与町健康センター
- 高田地区公民館
- 高田児童館
- OKホーム＆ガーデン長与店
- メモリード北部典礼会館